# (31665) Veblen
(31665) Veblen (1999 JZ2) – planetoida z pasa głównego asteroid okrążająca Słońce w ciągu 5,32 lat w średniej odległości 3,05 j.a. Odkryta 10 maja 1999 roku.